# (37985) 1998 HF144
1998 HF144 (asteroide 37985) é um asteroide da cintura principal. Possui uma excentricidade de 0.09760710 e uma inclinação de 7.28835º.
Este asteroide foi descoberto no dia 21 de abril de 1998 por LINEAR em Socorro.